# Castillo de Drumlanrig

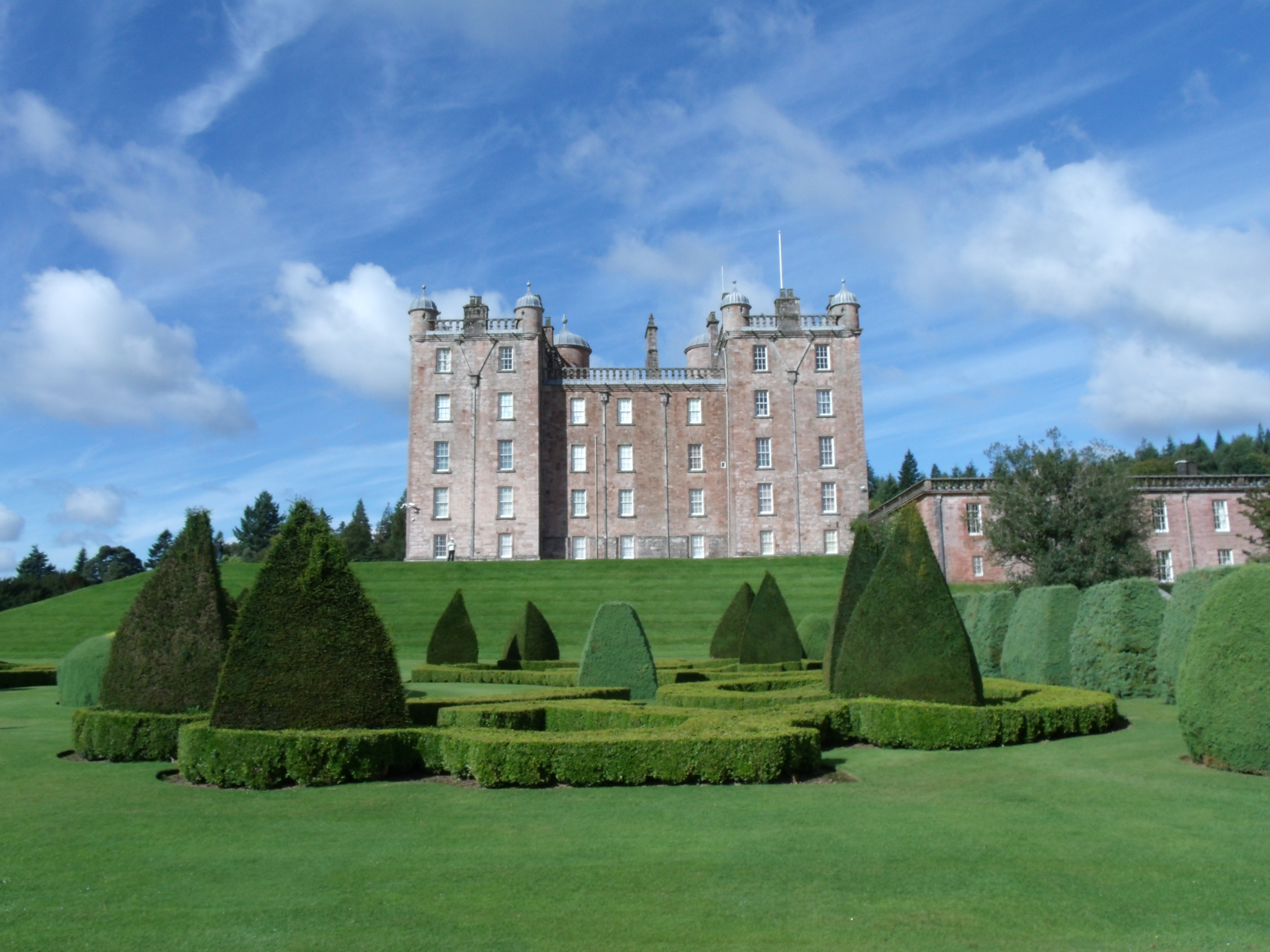
El Castillo de Drumlanrig en 2013.

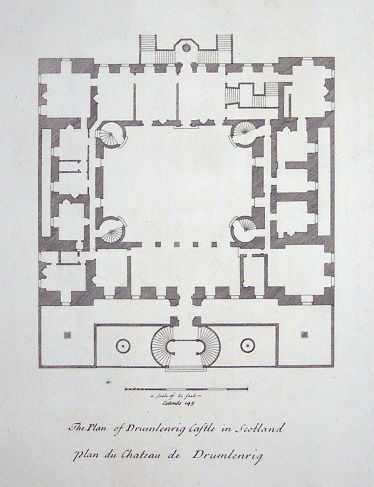
Plano. El edificio posee una extensión de 44 metros.

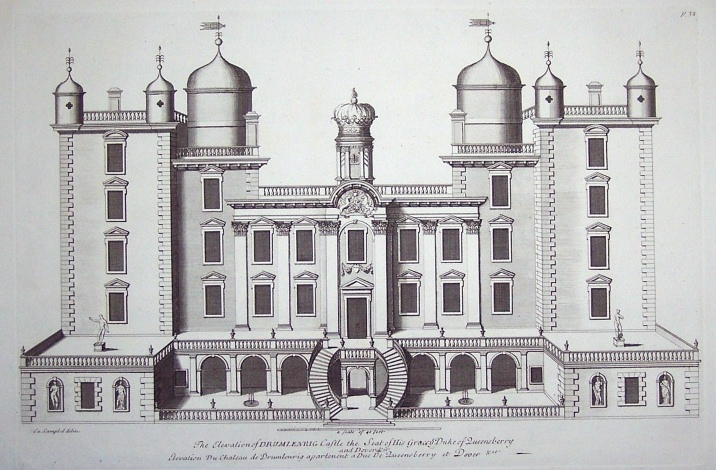
La entrada delantera.

El Castillo de Drumlanrig en una enorme casa de campo situada al sudoeste de Escocia, cerca de Thornhill, en Dumfries and Galloway. Su propietario es el Duque de Buccleuch. Pese a su nombre, en realidad se trata de una casa de campo de estilo barroco, sin función militar aunque anteriormente en el mismo sitio se irguieron dos castillos defensivos.
El edificio fue construido entre 1684 y 1691 para el primer Duque de Queensberry. En 1810 fue heredada por el tercer duque de Buccleuch tras la muerte de su abuela, Lady Jane Douglas, hija del segundo Duque de Queensberry.
Una de las primeras cosas que nota un visitante es la "gran avenida panorámica" que lleva hasta el frente del castillo. La construcción se sitúa sobre un terreno labrable y, en determinados momentos del año, pueden verse a las ovejas rodeando la avenida.
En agosto de 2003, una pintura atribuida a Leonardo da Vinci, Virgen de la rueca, valuada en 30 millones de libras esterlinas, fue robada del castillo. Fue hallada cuatro años después, en 2007, por la policía británica en Glasgow y examinada por peritos para determinar si era la robada o una imitación.